# Мотье
Мотье́ (фр. Mottier) — коммуна во Франции, находится в регионе Рона — Альпы. Департамент коммуны — Изер. Входит в состав кантона Кот-Сент-Андре. Округ коммуны — Вьенн.
Код INSEE коммуны — 38267. Население коммуны на 1999 год составляло 511 человек. Населённый пункт находится на высоте от 448 до 641 метров над уровнем моря. Муниципалитет расположен на расстоянии около 450 км юго-восточнее Парижа, 55 км юго-восточнее Лиона, 45 км северо-западнее Гренобля. Мэр коммуны — M. Bruno Detroyat, мандат действует на протяжении 2001—2008 гг.
Динамика населения (INSEE):